# Moran (Wyoming)
Pour les articles homonymes, voir Moran.
Moran (ou Moran Junction) est une localité non incorporée située dans le comté de Teton au nord-ouest du Wyoming aux États-Unis. Moran est situé à l'intérieur du parc national de Grand Teton à la jonction de quatre routes (U.S. Route 26, 89, 191 et 287).
Il est situé au nord-est de la ville de Jackson et sa population est reprise dans les statistiques démographiques de cette ville. 
Le village est localisé à une altitude de 2 057 mètres et les hivers sont rudes dans la région (record de -54 °C en 1933).
Les Snake River Land Company Residence and Office sont des constructions de la localité formant un ensemble inscrit au Registre national des lieux historiques.